# Phil Goff

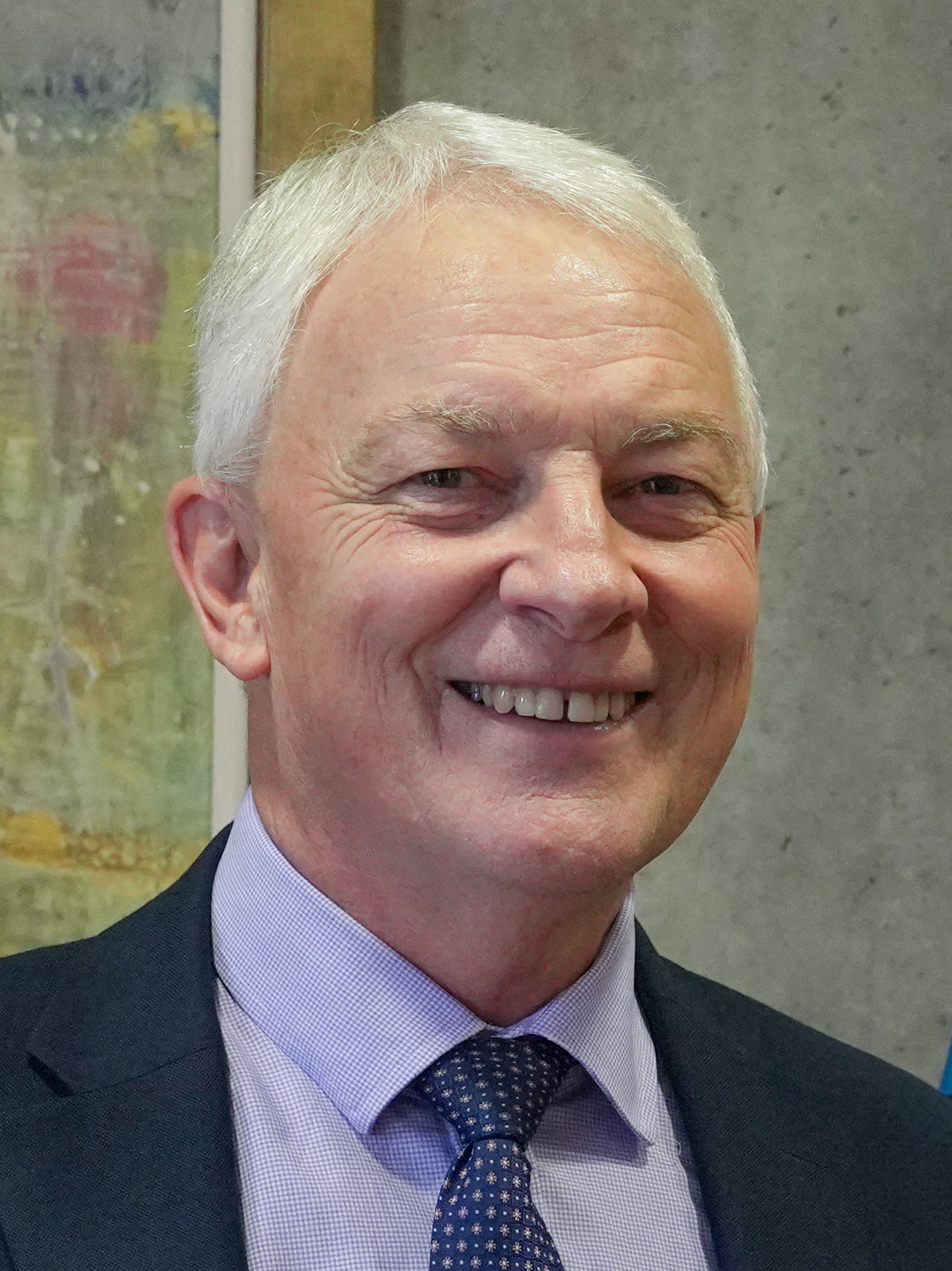
Phil Goff (2024)

Philip Bruce „Phil“ Goff, CNZM (* 22. Juni 1953 in Auckland) ist ein neuseeländischer Politiker.

## Biografie
Goff trat bereits als 16-Jähriger 1969 in die New Zealand Labour Party (LP) ein und war zwischen 1975 und 1977 Vorsitzender des Beratungskomitees der Jugendorganisation der Partei (Labour Party Youth) sowie von 1980 bis 1981 Organisator der Gewerkschaft der Versicherungsangestellten (Insurance Workers Union).
Seine eigentliche politische Laufbahn begann 1981, als er als Kandidat der LP erstmals zum Abgeordneten des Repräsentantenhauses gewählt wurde, in dem er bis zu seiner Wahlniederlage 1990 den Wahlkreis Roskill vertrat. Während dieser Zeit wurde er 1984 von Premierminister David Lange zunächst zum Wohnungsbauminister berufen und hatte dieses Amt bis 1987 inne. Zugleich war er von 1986 bis 1987 Umweltminister und von 1986 bis 1989 auch Arbeitsminister. Im Rahmen einer Regierungsumbildung war er 1987 bis 1988 auch Tourismusminister sowie Jugendminister von 1987 bis 1989. Zuletzt war er unter den Premierministern Geoffrey Palmer und Mike Moore August 1989 bis November 1990 Erziehungsminister.
1993 wurde er wieder zum Abgeordneten des Repräsentantenhauses gewählt, in dem er dieses Mal zunächst wieder den Wahlkreis Roskill und danach von 1996 bis 1999 den Wahlkreis New Lynn vertrat. Als Vertreter des Wahlkreises Mt. Roskill wurde er 1999 zum Mitglied des Repräsentantenhauses gewählt und danach bei den Wahlen 2002 und 2005 wiedergewählt.
Im Dezember 1999 wurde er von Premierministerin Helen Clark zum Außen- und Justizminister ernannt. Bei einer Kabinettsumbildung nach den Wahlen von 2005 berief ihn Clark als Handels- und Verteidigungsminister. Als Verteidigungsminister war er de facto auch Oberbefehlshaber der New Zealand Defence Force (NZDF).
Als Helen Clark nach der Wahlniederlage der LP im November 2008 als Parteivorsitzende zurücktrat, wurde Goff zu ihrem Nachfolger gewählt und ist damit auch Oppositionsführer im Repräsentantenhaus.
Während neun der elf Vorgänger Goffs als Vorsitzende der LP auch Premierminister waren, wurde ihm diese Karriere bereits in einem Zeitungsartikel abgesprochen und dies mit mehreren Aspekten begründet.
Am 8. Oktober 2016 wurde Phil Goff zum Bürgermeister von Auckland gewählt und im Januar 2023 übernahm er das Amt des High Commissioner of New Zealand to the United Kingdom, bis er im März 2025 vom damaligen Außenminister Winston Peters des Amtes enthoben wurde.